# 하백초등학교
하백초등학교는 대한민국 광주광역시 북구에 있는 초등학교다.

## 학교 연혁
- 2008.03.01 개교
- 2008.04.16 개교기념행사
- 2009.09.01 채수길 교장 부임
- 2011.02.18 3회 졸업식(187명) 졸업생 총 505명
- 2011.03.02 입학식(141명)
- 2012.02.14 4회 졸업식(157명) 졸업생 총 662명
- 2012.03.02 입학식(128명)
- 2013.02.19 5회 졸업식169명, 졸업생 총 831명
- 2013.03.04 입학식(131명)
- 2014.02.14 6회 졸업식 166명 졸업생 총 997명
- 2014.03.03 입학식(141명)
- 2015.02.13 7회 졸업식 126명 졸업생 총 1123명
- 2015.03.02 입학식 113명